# Альгрен, Катарина
Катарина Альгрен (швед. Catharina Ahlgren; 1734, Льюнг — 1810) — шведская феминистка, писательница, поэтесса, переводчица, главный редактор и одна из первых известных женщин-журналистов в Швеции. Она также известна своей перепиской с Хедвигой Шарлоттой Норденфлюхт. Альгрен был ведущей фигурой в «женском литературном мире 1750—1770-х годов» в Швеции. Впоследствии она эмигрировала в Финляндию, где стала издавать первое в стране периодическое издание.

## Биография
Катарина Альгрен была дочерью Андерса Альгрена, губернатора Эстергётланда, и Лаурентии Юлианы Люнгенфельдт. Через свою сестру она была невесткой Йохана Густава Хальдина, главы Королевской библиотеки Швеции.
По словам В. Эрнберга, она была одно время камер-дамой при дворе королевы Луизы Ульрики, но потеряла своё положение из-за какой-то интриги: «была камер-дамой при дворе, но вскоре потеряла свое положение из-за заговора, управляла книжным магазином, который потерпел неудачу. Делала переводы и писала литературные работы».
Катарина Альгрен вышла замуж в первый раз за Бенгта Эдварда Эккермана, кавалерийского мастера королевских гусар Скании. Во время первого брака у неё родились дочери Шарлотта Эккерман и Юлия Эккерман, а также сыновья Бенгт Густав и Кристофер. Её первое замужество, по некоторым сообщениям, было связано с экономическими трудностями, и её младший сын не был признан её супругом своим. Брак закончился разводом в 1770 году. Катарина вышла замуж во второй раз за подмастерья книгопечатника Андерса Барка.
Она переехала со своим вторым супругом в Финляндию, возможно, в 1775 году, а в 1782 году была зарегистрирована как резидент в Турку. Её второй брак также закончился разводом. После смерти своей старшей дочери Шарлотты в 1790 году она стала одной из наследниц её состояния. В 1796 году она поселилась вместе со своей младшей дочерью Юлией в Линчёпинге.
Её современник, востоковед и писатель Йонас Апельблад, описывал её в своём словаре писателей как сильную и одарённую личность, которая жила со вторым супругом не в большем согласии, чем с первым.

## Литературная деятельность

### Переводчица и поэтесса
Катарина Альгрен, по некоторым сообщениям, стала известна как поэт и переводчик в литературном мире 1750-х годов, прежде чем она что-либо официально опубликовала. Она была личной подругой знаменитой поэтессы Хедвиги Шарлотты Норденфлихт, и их переписка сохранилась. В то время как её подруга Норденфлихт писала под псевдонимом «Пастушка Севера» (швед. Herdinnan i Norden), Катарина Альгрен подписывалась как «Пастушка Ольховой рощи» (швед. Herdinnan i Ahl-Lunden).
Альгрен активно работала переводчиком поэзии и прозы с английского, французского и немецкого языков. Среди её переводов значилась немецкая поэма «Die Prüfung Abrahams» Кристофа Мартина Виланда и английский роман «Несчастная жена, или история Элизы Уиндем» (англ. The Distressed Wife, or the history of Eliza Wyndham).
Она дебютировала как поэтесса со своим стихотворением на французском языке «Au jour de l’illustre naissance de sa majestee notre adourable Reine Le 24 Jullet», посвящённым королеве Луизе Ульрике в день её рождения в 1764 году.

### Журналистка и редактор
В эру свободы в Швеции издавалось много периодических изданий, в которых обсуждались важные вопросы жизни общества, в частности в «Then Swänska Argus». Эти периодические издания часто писались в форме дебатов или переписки между двумя анонимными авторами. Некоторые из них также затрагивали тему роли женщин в обществе и равенства полов, самым ранним из которых было издание «Samtal emellan Argi Skugga och en obekant Fruentimbers Skugga» Маргареты Моммы в 1738—1739 годах. Это предвещало появление первой волны феминизма в англоязычном мире. Многие из них, как полагают, имели женщин-редакторов и журналистов, но поскольку они обычно писались под анонимными псевдонимами, большинство из их авторов не были идентифицированы. Среди немногих опознанных значатся Маргарета Момма, Анна Мария Рюкершельд и Катарина Альгрен.
Женщины-литераторы были в то время очень модными. Один редактор-мужчина отмечал при публикации поэта-женщины: «поскольку мы не желаем ничего более высокого, чем поощрять знание среди нас, то не может быть ничего другого, кроме приятного, что представитель этого пола [женщины] так восхитительно поддерживает наше намерение».
В переписке-дебатах в своём периодическом издании Альгрен писала в 1772 году:
Хотя я только что отправила своё письмо, я вновь пишу, пока почта не уйдёт. Мое единственное утешение — это моё перо. Из всех художников я больше всего хвалю изобретателя искусства письма
Вероятно, благодаря своему второму браку Катарина Альгрен приобрела печатный станок, которым некоторое время управляла. Среди авторов, которых она опубликовала, была Хедвига Шарлотта Норденфлихт.
29 октября 1772 года Катарина Ольгрен опубликовала и редактировала периодическое издание «Переписка между двумя дамами, одной в Стокгольме, а другой в стране, по ряду различных предметов» (швед. Brefwäxling emellan twänne fruntimmer, den ena i Stockholm och den andra på landet i åskillige blandade ämnen). Это была феминистская публикация, написанная в форме дебатов между двумя женскими анонимными авторами, в которых она выступала за социальную совесть, демократию и гендерное равенство и рекомендовала поддерживать солидарность между женщинами как защиту от мужской опеки и превосходства. Она заявляла, что единственный способ достичь истинной любви в отношениях — это быть равными, добавляя, что, поскольку мужчины так часто хотят править женщинами, гораздо труднее сохранить дружбу с ними, чем с другой женщиной. Она обсуждала любовь и дружбу, воспитание и образование, монархию и религию. В феврале 1773 года оно было переименовано в «Переписку между Аделаидой и некоторыми литературными гениями о различных предметах» (швед. Brefväxling emellan Adelaide och någre wittre snillen i omwäxlande ämnen), а позже в том же году — в «Продолжающуюся переписку Аделаиды, касающейся истории фрау Виндхам» (швед. Fortsättning af Adelaides brefwäxling, angående Fru Windhams historie). Катарина Альгрен также считается автором известного периодического издания «Современные женщины, или игра мыслей Софии и Белизинды» (швед. De Nymodiga Fruntimren, eller Sophias och Bélisindes Tankespel), которые были написаны в той же манере. Оно в первую очередь касалось женского образования как средства реформирования положения женщин: например, критикуя доминирование французского языка в обычном образовании женщин, поскольку он использовался только для чтения любовных романов, и выступая за то, чтобы девочки вместо этого изучали английский язык, таким образом, они могли бы принимать участие в создании научной литературы, обычно издаваемой только на этом языке, например по истории и географии.
Катарина Альгрен также сыграла роль пионера в Финляндии, где она жила в Турку по крайней мере с 1782 года. Она идентифицируется как редактор «Om konsten att rätt behaga», первого, по сути, периодического издания, опубликованного в Финляндии.

## Сочинения
- Au jour de l’illustre naissance de sa majestee notre adourable Reine Le 24 Jullet, стихотворение в честь дня рождения королевы Луизы Ульрики, 1764
- Abrahams bepröfwelse, перевод Die Prüfung Abrahams Кристофа Мартина Виланда, 1772
- Brefwäxling emellan twänne fruntimmer, den ena i Stockholm och den andra på landet i åskillige blandade ämnen, 1-2, периодическое издание, 29 октября 1772 — февраль 1773, 24 номера
- Det olyckliga Fruntimret, eller Elisabeth Windhams bedröfweliga öden, перевод, 1772
- La Femme Malhereuse, перевод
- Brefväxling emellan Adelaide och någre wittre snillen i omwäxlande ämnen, периодическое издание, 23 номера, 1773
- Fortsättning af Adelaides brefwäxling, angående Fru Windhams historie, периодическое издание, 20 номеров, 1773
- De Nymodiga Fruntimren, eller Sophias och Bélisindes Tankespel, 16 номеров, 1773
- Om konsten att rätt behaga, периодическое издание, 1782
- Angenäma Sjelfswåld, периодическое издание, 1783
- Den lyckliga bondflickan, 1-2, перевод, 1796—1811